# David City
La ville de David City est le siège du comté de Butler, dans l’État de Nebraska, aux États-Unis. Elle comptait 2 597 habitants lors du recensement de 2000.